# Regener-Tonne
Die Regener-Tonne war die erste wissenschaftliche Nutzlast für eine Rakete in großer Höhe. Sie wurde unter der Leitung von Erich Regener von 1942 bis 1945 entwickelt und sollte mit einer A4-Rakete in eine Höhe von 50 km gebracht werden, um anschließend an einem Fallschirm schwebend zur Erde zurückzukehren. Mit der Regener-Tonne sollten Daten der Hochatmosphäre gewonnen werden, die benötigt wurden, um die Zielgenauigkeit der A4-Rakete zu verbessern. Dazu gab es am 8. Juli 1942 in der Heeresversuchsanstalt Peenemünde eine erste Besprechung unter Leitung Wernher von Brauns mit Teilnahme von u. a. Erich Regener, Ernst Steinhoff, Gerhard Reisig, Helmut Gröttrup, Alfred Ehmert und Erwin Schopper. Wernher von Braun versuchte auch Manfred von Ardenne für die Mitarbeit zu gewinnen, der jedoch ablehnte. Als Zielsetzung ging es vor allem um das bessere Verständnis der oberen Luftschichten für die Ballistik sowie den Einfluss der Sonnenstrahlung auf die Funkverbindung durch Ionisierung.
Die Regener-Tonne enthielt einen UV-Spektrographen zur Aufnahme von Sonnenspektren, einen Barographen, einen  Thermographen, einen Ionenmesser, ein Luftdichte-Interferometer und ein Galvanometer. Außerdem sollte eine Luftprobe genommen werden.  Allerdings kam es zu keinem Flug der Regener-Tonne. Der Fallschirm wurde aber in der Montagehalle des Prüfstands VII der Heeresversuchsanstalt Peenemünde getestet. Ein erfolgreicher Flug mit einer Attrappe der Regener-Tonne wurde im Januar 1945 durchgeführt. Das Original gilt seit 1945 als verschollen.